# Ołeh Ostapenko
Ołeh Wołodymyrowycz Ostapenko, ukr. Олег Володимирович Остапенко (ur. 27 października 1977 w Winnicy) – ukraiński piłkarz, grający na pozycji bramkarza.

## Kariera piłkarska

### Kariera klubowa
W 1995 rozpoczął karierę piłkarską w drużynie Podilla Chmielnicki. Potem występował w ukraińskich klubach Roś Biała Cerkiew, Nywa Berszad i Nywa Winnica. W 2001 na krótko wyjechał do Rosji, gdzie bronił bramki Fakiełu Woroneż. Po powrocie grał w Metaliscie Charków i Krywbasie Krzywy Róg. Na początku 2006 przeszedł do azerskiego Interu Baku, ale rozegrał tylko 1 mecz i następnego roku powrócił do Krywbasa. Po występach w Worskłe Połtawa, przeniósł się do ormiańskiego Bananca Erywań. Latem 2009 został piłkarzem Illicziwca Mariupol. Latem 2010 przeszedł do Obołoni Kijów. Następnego lata powrócił do klubu, w którym kiedyś występował, do Nywy Winnica, a w końcu roku zakończył karierę piłkarza.

## Kariera trenerska
Karierę szkoleniowca rozpoczął po zakończeniu kariery piłkarza. Po dymisji Ołeha Fedorczuka 20 października 2011 najpierw pomagał trenować Nywy Winnica, a w rundzie wiosennej zastępował w niektórych meczach pełniącego obowiązki głównego trenera Ołeha Szumowyckiego, do rozwiązania klubu 7 lipca 2012.